# Боборыкин, Александр Дмитриевич (обер-прокурор)
Боборыкин, Александр Дмитриевич (27 марта (7 апреля) 1770 — 12 (24) апреля 1855) — сенатский обер-прокурор, мемуарист, масон, действительный статский советник, крупный помещик.
Старший сын члена Московского опекунского совета, орловского совестного судьи, действительного статского советника Дмитрия Лукьяновича Боборыкина от первого его брака с девицей Прасковьей Степановной Исаковой, родной сестрой командира Новороссийской губернии, ген.-майора Александра Степановича Исакова.

## Биография
Воспитывался в дворянской гимназии при Московском университете. В службу записан в 1775 году солдатом лейб-гвардии Преображенского полка. С 1 января 1788 года из сержантов Преображенского полка выпущен в армию капитаном.
Участник Русско-турецкой войны 1787—1791 гг.: с 1 мая 1789 года из капитанов пожалован секунд-майором Орловского пехотного полка; с 29 января 1790 года произведен премьер-майором сформированного Малороссийского корпуса пеших стрелков; в 1791 году служил в свите светлейшего кн. Г. А. Потемкина-Таврического, студенческого товарища отца. Сопровождал светлейшего князя в поездках в С.-Петербург и в Яссы.
По расформировании в 1792 году Малороссийского корпуса пеших стрелков, определён, сверх штата, премьер-майором Орловского пехотного полка и служил в том чине по декабрь 1796 года. По-видимому, выгодный брак с дочерью тайного советника Семёна Александровича Неплюева, сенатора, орловского помещика и правителя Орловского наместничества, открыл путь А. Д. Боборыкину к статской карьере.
В декабре 1796 года уволен к статской службе, из премьер-майоров произведен в надворные советники и назначен производителем дел канцелярии генерал-прокурора Правительствующего Сената князя Алексея Борисовича Куракина. С 5 апреля 1797 года пожалован в коллежские советники, с оставлением в должности. С 26 сентября 1797 года назначен товарищем министра Департамента уделов Правительствующего Сената. С 3 ноября 1798 года пожалован в статские советники, с оставлением в должности. Указом от 8.11.1798 года пожалован кавалером ордена Святой Анны 2 степени.
С 14 февраля 1800 года назначен обер-прокурором VI департамента Сената и переехал с семьей в Москву. С 29 января 1805 года назначен обер-прокурором VII (апелляционного) департамента Сената. С 4 апреля 1809 года отставлен от должности, с причислением к Герольдии. По прошению, в 1810 году вышел в отставку, с пожалованием чина действительного статского советника.
Масон. В начале 1790-х гг. посвящен в степень луфтона орловской «Ложи Возрастающего Орла». После выхода в отставку продолжал состоять в тайных обществах. С января 1817 года посещал с.-петербургскую «Ложу Елизаветы к добродетели»: с 24 февраля 1817 года присоединен в 1-й степени; с 3 марта 1817 года возведен во 2-ю степень; с 10 марта 1817(18) года возведен в 3-ю степень.
После отставки поселился в своем болховском имении — селе Богородицком (Рябинки тож), где занялся сельским хозяйством и основал один из первых в России свеклосахарных заводов, владел винокуренным заводом. В 1829 году был избран действительным членом Императорского Московского общества сельского хозяйства; в 1834 году вместе с сыном — Александром, избран членом Комитета сахароваров общества. Выступал корреспондентом издаваемого обществом «Земледельческого журнала».

## Семья
Был женат дважды.

## Первый брак
Первым браком женат на девице Елизавете Семёновне Неплюевой (1770-12.04.1805) — старшей дочери орловского наместника Семёна Александровича Неплюева и девицы Анны Григорьевны Тепловой, дочери сенатора Григория Николаевича Теплова. Вместе с матерью, «малолетними детьми и дворовыми людьми», статская советница Е. С. Боборыкина в 1800 году жила в Московской части С.-Петербурга, в Спасском переулке, в доме под № 323 купца Серенкова.

### Дети от первого брака
- Дмитрий
- Александр (4.11.1797-26.12.1869) — инженер-майор.
- Григорий (? — не позднее 1846) — инженер-майор.
- Михаил (? — не позднее 1845) — подполковник.

Из них Александр, Григорий и Михаил на 1835 год были совладельцами, по разделу с родителями, недвижимого имения, состоящего Орловской губернии и уезда, в селе Рождественском, Дурневка тож, деревнях Ястребинке, Лобынцовой и Чумичевке, в коем, по 8-й ревизии — 1833 г., было всего ревизских мужского пола 483 души.

## Второй брак
Вторым браком женат на девице Марии Фёдоровне Вишневской (1781 — не ранее 1833), дочери полковника Фёдора Гавриловича Вишневского (1751 — не позднее 1817), с 9 августа 1776 года избранного заопекуном (сверх штата) и членом Московского опекунского совета Императорского Воспитательного дома, устюжно-железопольского, раненбургского, ряжского, сапожковского, скопинского, весьегонского, воронежского, липецкого, усманьского и ярославского помещика, и княжны Прасковьи Гавриловны Барятинской, помещицы Серпейского уезда Калужского наместничества, Ряжского и Скопинского уездов Рязанского наместничества, Усманьского уезда Тамбовского наместничества и др.

### Дети от второго брака
- дочь Александра, была замужем за литератором, действительным статским советником Кастором Никифоровым Лебедевым, директором канцелярии Министерства государственных имуществ, впоследствии сенатором, от которого имела сына и дочь.

## Помещичьи владения
А. Д. Боборыкин был крупным помещиком наследственных, приданных и благоприобретенных имений разных уездов. Занимаясь сельским хозяйством, он, в то же время, многие поместья продавал.
За ним недвижимое имение, состоящее Орловской губернии, Болховского уезда, в селе Богородицком (Рябинки тож), в деревне Александровке (Тулупово тож) и деревне Тереховой (Чаплыгино тож), в коем, по 9-й ревизии — 1850 года, было всего 255 дворовых и крестьянских душ мужского пола, да особо, ненаселенная дача полпустоши Рябинки, Слободка тож, 119 десятин 2091 сажени.
Той же губернии, большую часть недвижимого своего имении, состоящее Мценского уезда, в селе Марьине, сельце Семендяеве, сельце Колошине, деревнях Шевляково (Наумово тож), Шевляково (Кисляковка тож) и Александровском Выселке, в коем, по 8-й ревизии — 1833 года, было ревизских мужского пола 490 душ, а по 9-й ревизии — 1850 г., из дворовых и крестьянских мужского пола 478—419 душ, с принадлежащей к ним землей 2684 десятин 976 квадратных сажени, по купчей от 5 августа 1852 года, совершенной в Орловской гражданской палате, продал жене ротмистра Варваре Лукиной Афросимовой, за 100 000 руб. серебром.
Той же губернии своё недвижимое имение, состоящее Мценского уезда, при деревне, что было сельцом, Коломине, в коем незаселенной земли состоит 100 десятин, по купчей от 11 августа 1852 года, совершенной в Орловской гражданской палате, продал орловскому 3-й гильдии купцу Алексею Фокину Кулабухову, за 5 500 руб. серебром.
Недвижимое свое имение, состоящее Рязанской губернии, Скопинского уезда, в селе Дмитриевском, Бухвостово тож, в коем, по 8-й ревизии — 1833 года, дворовых людей и крестьян мужского пола из 157—148 душ, с их женами, детьми, с землей и угодьями, как в оном селе, равно и в отхожих пустошах, состоящих в оном же уезде, именуемых: Локатинской, Курбатово, — с деревней Микулиной, находящейся в чрезполосном с прочими помещиками владении, да в единственном его, продавца, владении в отхожей пустоши, прилегающей к оному с. Дмитриевскому, Бухвостово тож, именуемое Дикое Поле в Рассошках, что была деревня Скородумка, сколько ж мерой земли неизвестно, по купчей от 28 августа 1845 года, совершенной во 2-м департаменте Московской гражданской палаты, в Крепостной экспедиции, продал жене полковника Марье Павловой Сомовой, за 30 000 руб. серебром.
Недвижимое свое имение, состоящее Калужской губернии, Жиздринского уезда, земляную дачу с лесом, именуемую Хвостовицкой, всего 282 десятины с саженями, по купчей от 11 сентября 1845 года, совершенной во 2-м департаменте Московской гражданской палаты, у крепостных дел, продал коллежскому регистратора Евграфу Александрову Гриневу, серебром за 2 547 руб.
Недвижимое свое имение, состоящее Тверской губернии, Бежецкого уезда, в сельце Немирове и деревне Поплевине, в коем, по 8-й ревизии — 1833 года, ревизских крестьян мужского пола 146 душ, с женами и детьми, и со всей принадлежащей как к оным сельцу и деревне, так и состоящих того ж Бежецкого уезда, вновь выселенной деревни Галичине, и в отхожих пустошах, именуемых: Кокиной, Лазарево и Гришиной — пашенной и не пашенной, со всеми угодьями землей, коей мерой значится по плану генерального межевания до 1430 десятин и 1292 сажени, по купчей от 21 декабря 1839 года, совершенной во 2-м департаменте Московской гражданской палаты, в Крепостной экспедиции, продал из дворян подпоручику Александру Александровичу Ранцову, ассигнациями за 81 000 руб.
Московский домовладелец. Кроме наследованного отцовского дома под № 136 Яузской части Москвы и ещё одного дома, на начало Отечественной войны 1812 года состоящего Арбатской части, в приходе церкви Рождества Христова, что в Кудрине, за ним состояло два каменных дома, из коих:
- 1-й, по купчей от 30 апреля 1836 года лейб-гвардии Конно-пионерного эскадрона от подпоручика Федора Петрова Глебова-Стрешнева купленный за 35 000 руб. ассигнациями, трехэтажный со всяким при нем жилым деревянным строением, всякими службами и землей, состоящий Пречистенской части, 2-го квартала, в приходе церкви Нового Воскресения, что на Пречистенке (не сохранилась), в Лопухинском пер., под № 208 (совр. — ул. Пречистенка, д. 13), а ранее Пречистенской части 4-го квартала под № бывшим 328, приносящий годового дохода серебром 1 138 руб. 84 ¾ коп. и оцененный в 8 416 руб. 54 ¾ коп. серебром (в нач. 1840-х гг. в доме жил князь Сергей Дмитриевич Горчаков, управляющий Московской палатой государственных имуществ и двоюродный племянник А. Д. Боборыкина)
- 2-й, двухэтажный с мезонином, со службами и землей, состоящий Пресненской части, 6-го квартала, под № 617 (совр. — в районе ул. Большой Садовой, д. 5), приносящий годового дохода серебром 385 руб. 76 коп. и оцененный в 3 026 руб. 8 коп. серебром.

Оба указанных каменных дома были описаны и 27 мая 1847 года выставлены на аукционный торг в Присутствии Московского губернского правления, на удовлетворение претензий московского вице-губернатора, действительного статского советника Петра Петровича Новосильцова, по просроченной закладной кабале в 20 000 руб. серебром, с процентами. Оба дома с торга куплены самим П. П. Новосильцовым, в общей сумме серебром за 14 500 руб. (что ему возвратились в счет долга А. Д. Боборыкина), которому 29 сентября 1847 года выданы две данные крепости, по одной на каждый дом, из 2-го департамента Московской гражданской палаты.